# Голосящий КиВиН 2006
«Голося́щий КиВи́Н 2006» — 12-й музыкальный фестиваль команд КВН, проходивший в Юрмале в июле 2006 года. 
Фестиваль прошёл в концертном зале «Дзинтари» и состоял из трёх игровых дней:
- 21 июля — генеральная репетиция
- 22 июля — концерт с участием жюри. В этот день происходит телевизионная запись игры, определяются призёры и победители фестиваля, вручаются награды.
- 23 июля — гала-концерт.

Все три концерта проходили в присутствии зрителей; стоимость билетов составляла от 10 до 150 лат.

## Команды
Для участия в фестивале в Юрмалу организаторы пригласили 14 команд КВН. По собственной инициативе в Юрмалу приехали две рижские команды «Улётчики ТСИ» и «Амигос БРИ», а также «Добрянка», представляющая Пермский край. По итогам предварительных просмотров и репетиций фестиваля пять команд — «Аляска», «Амигос БРИ», «Обычные люди», «Сборная ГУУ» и «Сборная малых народов» были объединены в так называемый «блок» — цикл коротких, внеконкурсных выступлений команд, которые не оцениваются жюри и, соответственно, не претендуют на награды фестиваля. В телевизионную версию фестиваля попали 10 команд (за рамками телепередачи остались выступления всех команд «блока», а также «ЧП» и «Добрянки»). 
| Название               | Город         | Страна    | Примечание                                              |
| ---------------------- | ------------- | --------- | ------------------------------------------------------- |
| Аляска                 | Киев          | Украина   | Выступление в «блоке». Не попали в телеверсию фестиваля |
| Амигос БРИ             | Рига          | Латвия    | Выступление в «блоке». Не попали в телеверсию фестиваля |
| Астана.kz              | Астана        | Казахстан |                                                         |
| БАК                    | Брюховецкая   | Россия    |                                                         |
| Дети лейтенанта Шмидта | Томск         | Россия    |                                                         |
| Добрянка               | Пермский край | Россия    | Не попали в телеверсию фестиваля                        |
| ЛУНа                   | Челябинск     | Россия    |                                                         |
| МаксимуМ               | Томск         | Россия    |                                                         |
| Обычные люди           | Москва        | Россия    | Выступление в «блоке». Не попали в телеверсию фестиваля |
| Пирамида               | Владикавказ   | Россия    |                                                         |
| ПриМа                  | Курск         | Россия    |                                                         |
| Сборная ГУУ            | Москва        | Россия    | Выступление в «блоке». Не попали в телеверсию фестиваля |
| Сборная малых народов  | Москва        | Россия    | Выступление в «блоке». Не попали в телеверсию фестиваля |
| Сборная РУДН           | Москва        | Россия    |                                                         |
| Улётчики ТСИ           | Рига          | Латвия    |                                                         |
| Уральские пельмени     | Екатеринбург  | Россия    |                                                         |
| ЧП                     | Минск         | Беларусь  | Не попали в телеверсию фестиваля                        |

## Жюри
| ФИО               | Вручали приз:             |
| ----------------- | ------------------------- |
| Галина Волчек     | «Большой КиВиН в золотом» |
| Лайма Вайкуле     | «Большой КиВиН в золотом» |
| Леонид Ярмольник  | «Большой КиВиН в светлом» |
| Ренарс Кауперс    | «Большой КиВиН в светлом» |
| Игорь Верник      | «Большой КиВиН в тёмном»  |
| Дмитрий Харатьян  | «Большой КиВиН в тёмном»  |
| Юрий Радзиевский  | «Малый КиВиН в золотом»   |
| Александр Абдулов | «Малый КиВиН в светлом»   |
| Юлий Гусман       | «Малый КиВиН в тёмном»    |

## Награды
- «Большой КиВиН в золотом» (за 1 место) — РУДН
- «Большой КиВиН в светлом» (за 2 место) — ПриМа
- «Большой КиВиН в тёмном» (за 3 место) — Уральские пельмени
- «Малый КиВиН в золотом» (за 4 место) — Астана.kz
- «Малый КиВиН в светлом» (за 5 место) — Пирамида
- «Малый КиВиН в тёмном» (за 6 место) — МаксимуМ
- «Президентский КиВиН» (специальный приз от Александра Маслякова) — БАК
- Специальный малый приз (памятный знак) — Улётчики ТСИ

## Интересные факты
- Перед началом фестиваля приветственное слово со сцены «Дзинтари» произнесла мэр Юрмалы Инесе Айзстраута
- В начале фестиваля всем членам жюри были вручены памятные знаки. Один оставшийся невручённым памятный знак во время церемонии награждения был вручён команде «Улётчики ТСИ» в качестве специального приза.
- Команда «Сборная РУДН» на фестивале «Голосящий КиВиН 2006» завоевала своего шестого КиВиНа (считая награду, полученную в 1998 году командой «Дети Лумумбы»).
- Вторая по количеству полученных КиВиНов команда — «Уральские пельмени», — завоевала на фестивале «Голосящий КиВиН 2006» свою пятую статуэтку.

## Творческая группа
Фестиваль организован телевизионным творческим объединением АМиК.
- Ведущий — Александр Васильевич Масляков
- Режиссёр — Светлана Маслякова
- Редакторы — Андрей Чивурин, Леонид Купридо